# Municipio de Elsmore
El municipio de Elsmore (en inglés: Elsmore Township) es un municipio ubicado en el condado de Allen en el estado estadounidense de Kansas. En el año 2010 tenía una población de 414 habitantes y una densidad poblacional de 2,5 personas por km².

## Geografía
El municipio de Elsmore se encuentra ubicado en las coordenadas 37°47′53″N 95°9′24″O / 37.79806, -95.15667. Según la Oficina del Censo de los Estados Unidos, el municipio tiene una superficie total de 165.34 km², de la cual 164,59 km² corresponden a tierra firme y (0,45 %) 0,75 km² es agua.

## Demografía
Según el censo de 2010, había 414 personas residiendo en el municipio de Elsmore. La densidad de población era de 2,5 hab./km². De los 414 habitantes, el municipio de Elsmore estaba compuesto por el 95,41 % blancos, el 0,24 % eran afroamericanos, el 1,21 % eran amerindios, el 0,48 % eran asiáticos, el 0,24 % eran de otras razas y el 2,42 % eran de una mezcla de razas. Del total de la población el 2,42 % eran hispanos o latinos de cualquier raza.